# Jakub Jáhen
Svatý Jakub Jáhen (svátek 6. května, zemřel po roce 671) byl jáhen, který doprovázel sv. Paulina z Yorku během jeho misie do Northumbrie.

## Život
Narodil se v Itálii, ale místo jeho narození je neznámé. Podle kronikáře Bedy Ctihodného zemřel někdy po roce 671.

## Úcta
Jako světec je uznáván církví římskokatolickou, anglikánskou i pravoslavnou. Jeho svátek je podle katolického kalendáře slaven 17. srpna, podle anglikánského kalendáře 11. října.